# Hilara triglavensis
Hilara triglavensis är en tvåvingeart som beskrevs av Straka 1976. Hilara triglavensis ingår i släktet Hilara och familjen dansflugor. Inga underarter finns listade i Catalogue of Life.